# Mino De Blasio
Mino De Blasio (San Marco dei Cavoti, 11 maggio 1954 – Napoli, 4 giugno 2010) è stato un poeta, scrittore e giornalista italiano.

## Biografia
Figlio degli insegnanti Gennaro e Barbara Colarusso, Mino De Blasio si laureò in Lettere Classiche a Napoli approdando giovanissimo al giornalismo dapprima per il periodico «Messaggio D'oggi» e poi dal 1974 come corrispondente dal Sannio del «Mattino» di Napoli, nonché quale componente del Collegio Sindacale della Stampa Sannita, ma soprattutto si distinse come poeta e scrittore.
Autore di romanzi e di oltre quattrocento liriche, De Blasio ottenne svariati premi letterari nonché il privilegio di essere inserito da diverse case editrici in antologie poetiche, mentre positivi giudizi sulla sua produzione letteraria gli vennero da parte di diversi critici tra cui Giorgio Barberi Squarotti.
A lungo docente nelle scuole superiori, negli ultimi anni fu anche impegnato in politica come assessore comunale alla cultura di San Marco dei Cavoti, mentre per la sua attività culturale ebbe in Italia e all'estero continui e numerosi riconoscimenti.
Senatore Accademico de «Il Machiavello» e de «Il Marzocco» di Firenze nonché accademico dell'Associazione di Arti, Lettere e Scienze San Marco di Bellavista, Mino De Blasio ebbe il privilegio di traduzione delle proprie opere anche fuori dei confini nazionali e chiamato ad essere protagonista di incontri letterari in varie città italiane. Sua ultima opera fu il volume Più che mille d'amore.
A San Marco dei Cavoti, ove è sepolto, nel 2011 è stato istituito per ricordarlo il premio letterario Nero su Bianco.

## Opere
- Messaggio, Abbazia di Casamari 1980, romanzo;
- Fremiti poetici, Cedim, Milano 1984, poesie;
- Un Sorriso nell'Inferno, Cedim, Milano 1988, romanzo;
- 30 Anni e un cuore, Ed. La Città, Benevento 1991, poesie;
- I poeti in versi, Ed. Lo Faro, Roma 1993, poesie;
- Segmenti, Lo Faro, Roma 1995, romanzo;
- Lampi di sentire, Lo Faro, Roma 1996, poesie;
- Il canto dei Sanniti, Genesi, Torino 1998, teatro;
- Il Decafavole, Ed. Genesi maggio 1999, libro di favole.

## Premi letterari
- Tevere,
- Michelangelo Buonarroti,
- Victor Hugo,
- Torquato Tasso,
- Garcia Lorca,
- Carrara-Haltstaammar (Svezia),
- Alfa di Nordrach (Germania),
- Città di Napoli,
- Emily Dickinson,
- Onlus,
- Histricanum.

Inoltre, menzioni in varie edizioni del premio Sicilia, del San Valentino, del Città di Pompei, della Primavera Strianese, de Il Melograno e del Giovanni Gronchi. 